# Єльня (Брянська область)
Єльня (рос. Ельня) — присілок в Унецькому районі Брянської області Російської Федерації.
Населення становить 31 особу. Входить до складу муніципального утворення Красновицьке сільське поселення.

## Історія
Населений пункт розташований на території українського етнічного та культурного краю Стародубщина.
Від 2005 року входить до складу муніципального утворення Красновицьке сільське поселення.

## Населення
| 2010 | 2013 |
| ---- | ---- |
| 34   | ↘31  |